# Itterbeck
Itterbeck (Nederlands: Itterbeek, Nedersaksisch: Itterbek(ke) [ɪtərbɛk(ə)]) is een plaats in Duitsland, 10 kilometer over de Nederlandse grens bij Venebrugge in het landkreis Grafschaft Bentheim in de deelstaat Nedersaksen. Itterbeck ontleent zijn naam aan de beek Itter die door het dorp stroomt. De gemeente telt 1.753 inwoners en werkt samen in de Samtgemeinde Uelsen.
De gemeente bestaat uit de dorpen Itterbeck, Egge, Itterbeckermoor, Kleine Striepe, Balderhaarmoor, Itterbeckerdoose en Ratzel.
De vier belangrijkste straten in Itterbeck zijn de Hauptstraße, de Wilsumer Straße, de Geteloer Straße en de Egger Straße.
In het centrum van het dorp zijn twee autodealers gevestigd, die van Mercedes-Benz en van Volkswagen. Verder zijn er onder andere twee bankkantoren, een supermarkt, tankstation, autowasserette en een cafetaria. Het postkantoor heeft een aantal jaren geleden zijn deuren gesloten. De inwoners zijn hiervoor nu aangewezen op Uelsen, een dorp dat slechts 5 kilometer oostelijker ligt.
Itterbeck wordt frequent door Nederlanders bezocht, vanwege de relatief gunstige prijsverschillen van bepaalde artikelen tussen Nederland en Duitsland, zoals benzine, gedistilleerd en wasmiddelen.
Itterbeck vierde in 2004 zijn 750-jarig bestaan.

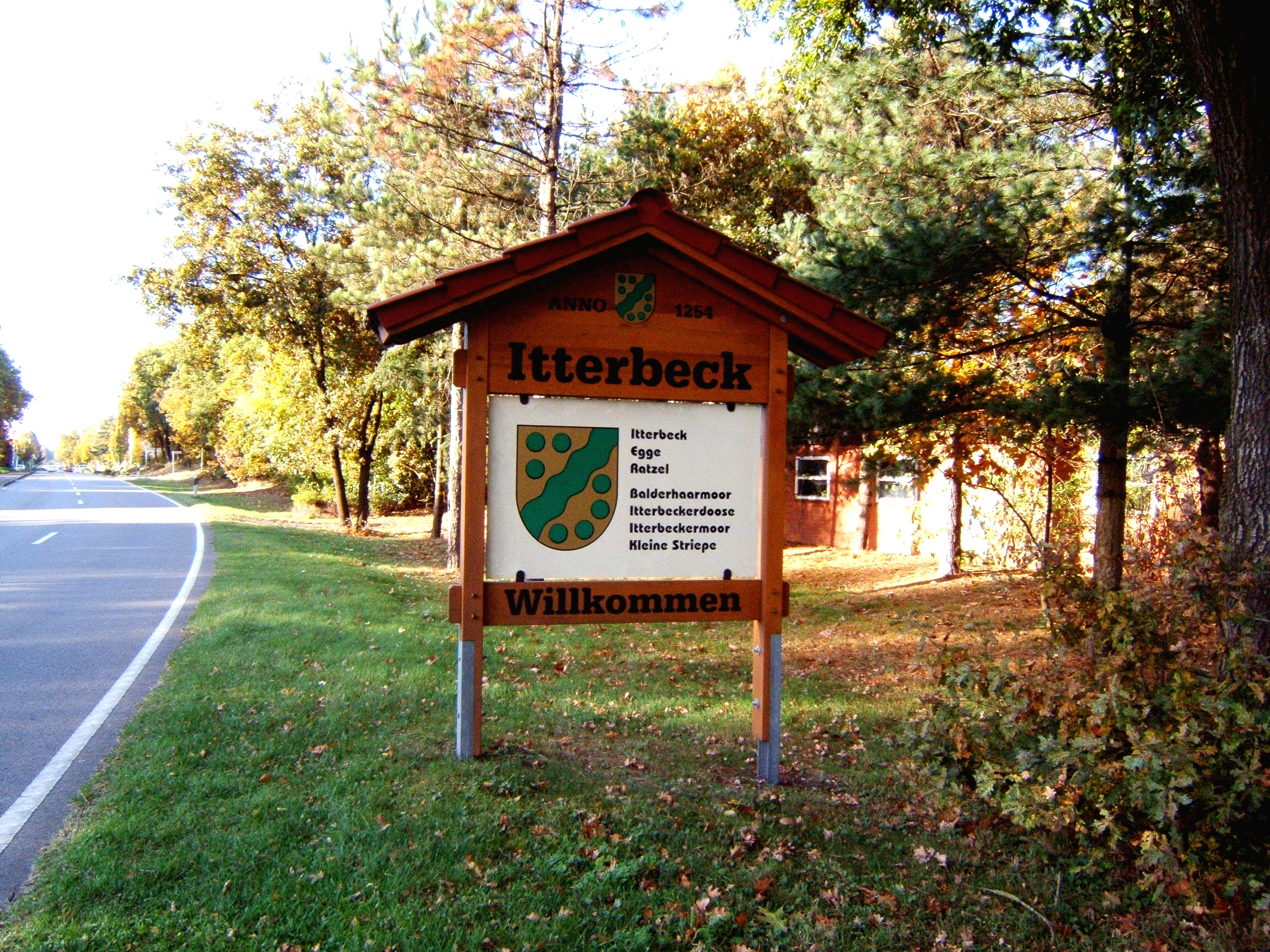
Welkom in Itterbeck "750 jaar"

- Gemeinsame Normdatei: 4604184-9
- Virtual International Authority File: 235674773

Bad Bentheim · 
Emlichheim · 
Engden · 
Esche · 
Georgsdorf · 
Getelo · 
Gölenkamp · 
Halle · 
Hoogstede · 
Isterberg · 
Itterbeck · 
Laar · 
Lage · 
Neuenhaus · 
Nordhorn · 
Ohne · 
Osterwald · 
Quendorf · 
Ringe · 
Samern · 
Schüttorf · 
Uelsen · 
Wielen · 
Wietmarschen · 
Wilsum